# Mesochorus absonus
Mesochorus absonus är en stekelart som beskrevs av Dasch 1974. Mesochorus absonus ingår i släktet Mesochorus och familjen brokparasitsteklar. Inga underarter finns listade i Catalogue of Life.